# الكرادة الشرقية
الكرادة الشرقية هي أحد أحياء بغداد المشهورة وتقع على الجانب الشرقي لنهر دجلة المسمى جانب الرصافة من بغداد، فلذلك تسمى بالكرادة الشرقية تمييزاً لها عن منطقة كرادة مريم الواقعة في جانب الكرخ من بغداد، وكانت حدودها الإدارية في السابق من جسر الجمهورية في الباب الشرقي إلى ساحة الطيران شمالاً فطريق محمد القاسم للمرور السريع الذي كان غير مبلط ومتروك وحي بغداد الجديدة، إلى الزعفرانية جسر ديالى شرقاً، فنهر دجلة الفاصل بينها وبين مصفى الدورة جنوباً، ويحتضنها ويلتف حولها من جهة جامعة بغداد ويقابلها منطقة السيدية فجزيرة أم الخنازير (التي سميت جزيرة الأعراس لاحقاً) ويقابلها منطقة القادسية وامتدادها إلى كرادة مريم والمنطقة الخضراء التي أسست في عام 2003. ولكن بعد التوسع السكاني وزيادة الكثافة السكانية، تقلصت منطقتها الإدارية وفُصلت عنها منطقتي بغداد الجديدة والزعفرانية.

## التسمية
1-اسم الكرادة: فقد جاء من الكلمة التركية العثمانية ( كَرَدَه) وتعني (الساحل، أو الجرف )، وهي التسمية الأرجح (تفسيرا لمعناها)، مثلما جاءت تسمية كلمة (السنك) المنطقة الواقعة مقابل بناية أمانة بغداد حاليا (ساحة العوينة لكرة القدم سابقاً) من اللغة العثمانية ومعناها (الذباب) حيث كانت هذه المنطقة تقع أطراف مدينة بغداد القديمة، وكانت ترمى فيها الأزبال والنفايات ويتجمع عليها الذباب، واكتسبت اسمها من الحالة التي كانت عليها. وهذا حال اللهجة العراقية المليئة بالكلمات التركية ومنها :صمون، دولمة، بقلاوة، قيسي (مشمش).
2-اسم الكرادة: اسم منسوب لآلة سقي المزروعات والتي جمعها الكرود، حيث كانت الكرادة الشرقية عام 1917 عند دخول الإنكليز قرية صغيرة فيها بضعة قصور لأثرياء بغداد والباقي دور للفلاحين بني معظمها من الطين وكان أهل الكرادة يسقون بساتينهم بالكرود، فسميت قريتهم بالكرادة، ويفسر البعض سبب التسمية إن أهل منطقة الكرادة قديما كانوا يحملون الخضر التي يزرعونها إلى بغداد على ظهور الدواب فقيل لهم الكرّادة من كرد الدابة إذا سيقت والنسبة لهم كرّادي، وأفادت مصادر أخرى ان اسم الكرادة أطلق على المنطقة التي كان يتجمع فيها الفلاحين لكرد النخيل الذي كان منتشر بشكل كثيف في هذه المنطقة.
أما الشاعر معروف الرصافي فيقول في كتابه، الآلة والأداة، أن تسمية الكرادة مأخوذة من الكرد وهو السوق باللغة الفارسية ولعل منطقة كرادة مريم المقابلة للكرادة الشرقية وكذلك منطقة الدورة وما سمي بعد ذلك بالسيدية وانتهاء بالمنطقة التي تقابل الزعفرانية كلها مع الكرادة الشرقية شهدت هجرة العوائل الأولى التي استوطنت هذه المناطق واشتغلت بالزراعة وغرست النخيل وأشجار الفاكهة وسقت مزارعها بالكرود في الأماكن المرتفعة عن ماء النهر.
ومن الكرادة الشرقية، وتحديداً من الجادرية جاءت تسمية الإنكليز بكلمة (أبو ناجي)، حيث كان هنالك مُزارع في الجادرية اسمه (ناجي اللامي)، وتعرفت إليه المس بيل، وكان الناس يلتمسونه لقضاء بعض أمورهم التي تحتاج إلى موافقة الإنكليز، وكان يقضيها لهم بحكم علاقته بـ(المس بيل)، ولهذا أُطلق على الإنكليز اسم (أبو ناجي). ولا يزال أولاد وأحفاد الحاج ناجي يملكون بعض البساتين والأملاك في الجادرية ومنهم (علي اللامي - صاحب أسواق ومأكولات علي اللامي) والدكتور فاضل اللامي (دكتوراه زراعة)، وآخرون.
سكنها الكثير من أسر بغداد العريقة التي هاجرت من بغداد القديمة في الأربعينيات، وتعتبر من أعرق وأرقى أحياء بغداد حالياً في عقد العشرينيات والثلاثينيات كان يسكنها أغلبية ساحقة من اليهود والمسيحيين حتى مجيء عمليات الترحيل القسرية لليهود خلال نهاية الحكم الملكي وبداية الحكم الجمهوري في العراق، واليوم سكانها غالبيتهم من المسلمين الشيعة بدليل كثرة المساجد والحسينيات فيها والمؤسسة في بداية ومنتصف القرن العشرين، منها حسينية الزوية ـ أحد أهم وأكبر الحسينيات في العراق ـ ومسجد الزوية وحسينية الحاجة سعدة ـ في منطقة الجادرية ـ وحسينية عبد الرسول علي وحسينية آل مباركة ـ مقابل شارع عباس الديك ـ وحسينية الرسول الأعظم ـ قرب مستشفى الراهبات ـ وحسينية ألبو شجاع ـ في منطقة ألبو شجاع بالقرب من الجسر المعلق ـ وحسينية ألبو جمعة ـ قرب منطقة رخيتة ـ. ويأتي المسيحيين بعد المسلمين من حيث عدد ساكني الكرادة.
ومن الشوارع الفرعية المعروفة والمناطق المعلومة في الكرادة، منطقة الجادرية، بستان أم الورد، الناظمية, الزوية، البوليسخانه, البوشجاع، أبوقلام, العلوية، السعدون, وغيرها. ومن الشوارع المعروفة، شارع 60 الذي يصل بجامعة بغداد، شارع كرادة خارج، كرادة داخل، شارع سبع قصور، شارع العطار، شارع أسود وهو على اسم عائلة كرادية عريقة، شارع النقيب على اسم عائلة النقيب (الگيلاني), شارع أصفر، شارع السعدون على اسم عائلة السعدون شيوخ المنتفق.
وقد كانت الكرادة بعد أحداث عام 2003 مقصدا لإيواء جميع المتضررين والمهجرين من مختلف الطوائف والأديان والقوميات في العراق، وفي القديم كانت المنطقة يسكنها العديد من طائفة اليهود، وجائت تسمية منطقة سبع قصور(1) في الكرادة نسبة إلى قصور اليهود السبعة في تلك المنطقة، ويمتهن أهلها الأصليين التجارة والأعمال الحرفية وكذلك كرادة رخيتة والتي سميت بهذا الاسم نسبة[بحاجة لمصدر] إلى عائلة رخيتة اليهودية الغنية والتي كانت تمتهن التجارة في هذه المنطقة العريقة من بغداد، وقيل إنّ رخيته هي امرأة كانت تملك تلك الأرض وكان زوجها الحاج علي نجم باشا. كما تجدر الإشارة إلى أنه في يومنا هذا وبعد سقوط بغداد وبزوغ نوع من الجماعات والعائلات المعروفة (بالحواسم) وهي كلمة دارجة محلية عند عامة العراقيين العرب أصبحت هذه المنطقة مليئة بمثل هذه العائلات والتي كانت معدومة ومسحوقة وفقيرة في زمن نظام صدام حسين وقد حصلت على أموال كثيرة بعد أن شارك أفرادها بعمليات السلب والنهب التي طالت المال العام في بغداد بعد الإطاحة بنظام الحكم وسكنت وبشكل غير مشروع في العديد من دوائر الدولة السابقة وبيوت وشقق المسؤولين السابقين والتي أثرت بشكل واضح في طمس مظاهر الحياة والرقي والزهو في هذه المنطقة الرائعة في بغداد ويعتبر شارع أبو نؤاس وشارع 52 هو من أكثر المناطق التي تضررت وعانت على يد هذه الجماعة أو الفئة المذكورة.

## المعالم المهمة في الكرادة

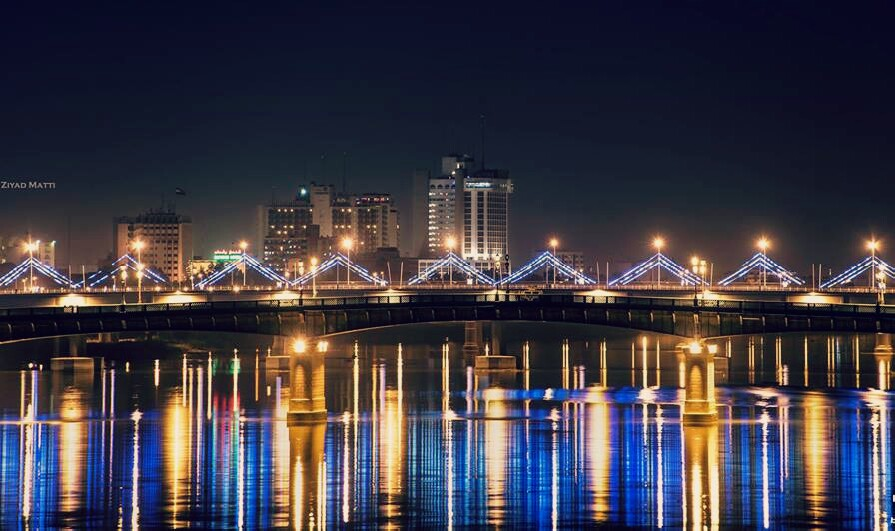
فندق عشتار في منطقة الكرادة

- نادي النهضة الرياضي تأسس عام 1958م وكانت فيه تمارس رياضات متعددة منها كرة السلة، كمال الأجسام، رفع الأثقال، كرة القدم، كرة الطائرة، المصارعة، الدراجات، ورفد العراق بكثير من الأبطال الدوليين.
- نادي بولنك بغداد: كان يقع في ساحة الفتح وبناه عزيز مرهون عباس عام 1972، وأقيمت فيه أول بطولة دولية بالبولنك عام 1973.
- نادي الزوارق في الجادرية.
- نادي الفروسية في الجادرية.
- النادي الآثوري في شارع الصناعة.
- نادي الهومنتمن الأرمني الرياضي والاجتماعي في منطقة 52، وكان أيضا من الأندية القوية بكرة السلة.
- نادي العلوية، وهو من أقدم الأندية الاجتماعية في العراق وتأسس عام 1924، ولا يزال يمارس نشاطه الاجتماعي والرياضي ( السباحة والتنس )، وتنتمي إليه عوائل عراقية من جميع الأطياف والمكونات.
- نادي الهندية الاجتماعي في شارع (الكرادة خارج).
- نادي التجار (سابقا وكان في موقع وزارة البيئة حاليا ) في عرصات الهندية.
- المركز الثقافي الروسي، يقع ضمن بناية المسرح الوطني حالياً.
- المركز الثقافي الفرنسي ( ويقع في شارع أبو نؤاس قرب فندق الشيراتون).
- المسرح الوطني، وكان اسمه أثناء بنائه ( دار الأوبرا العراقية).

## دور العبادة في الكرادة

### المساجد والجوامع والمراقد

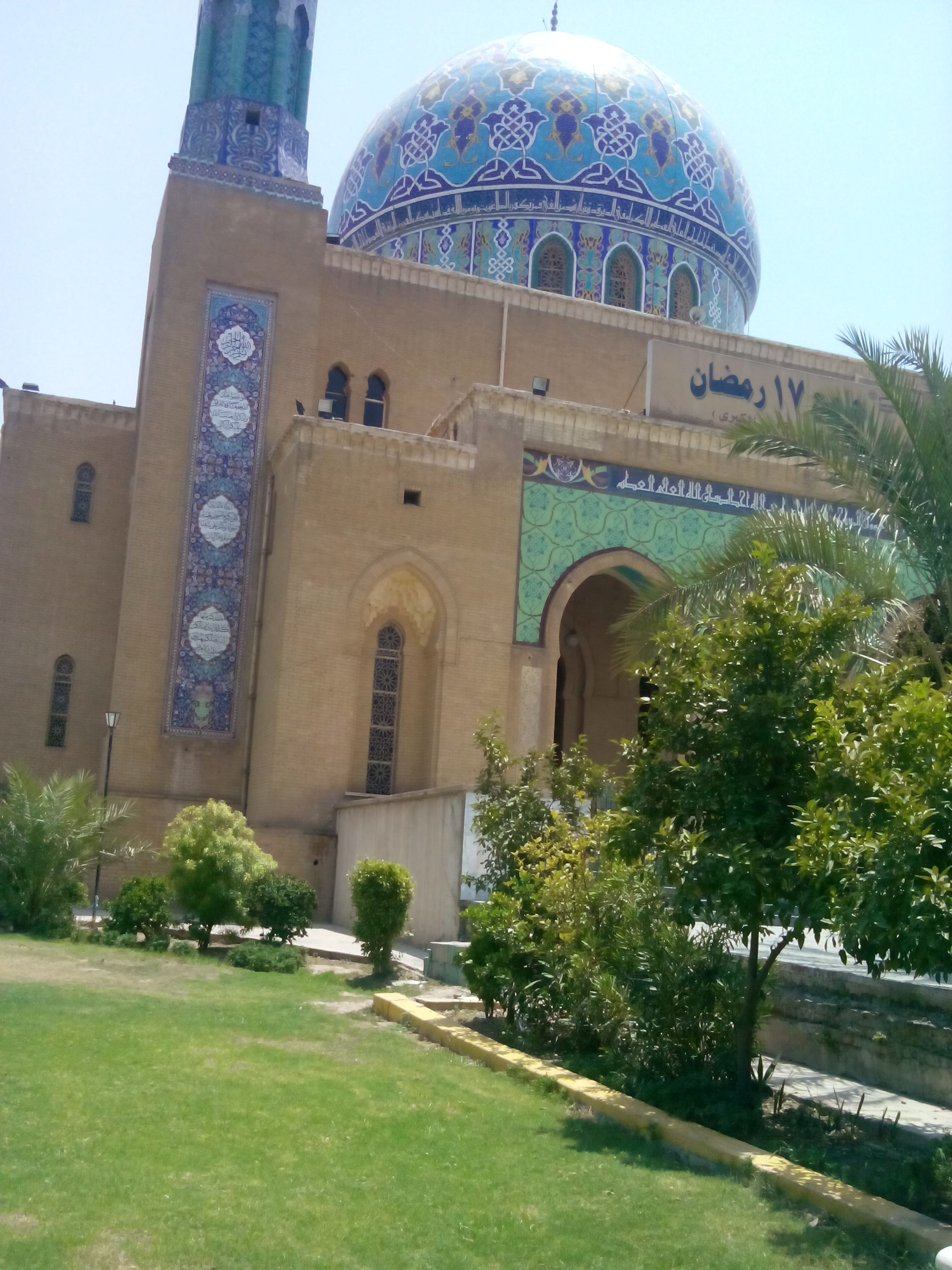
جامع 17 رمضان من أشهر مساجد الكرادة ويقع مقابل مبنى فندق الشيراتون في ساحة الفردوس

تحتوي منطقة الكرادة على الكثير من المساجد والمراقد الأثرية القديمة والحسينيات ومنها:

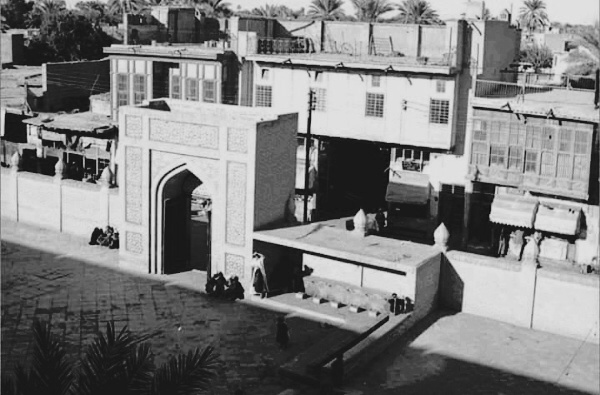
مرقد السيد إدريس في عقد الستينيات

- جامع 17 رمضان
- جامع الأورفلي
- مرقد السيد أدريس
- مسجد الجامعة التكنولوجية
- جامع ناجي الخضيري
- جامع فرج علي الصالح
- جامع عيسى بن مريم
- جامع عاتكة الكيلاني
- جامع صبحي الخضيري
- جامع حسيبة الباجة جي
- جامع أمجد الزهاوي
- جامع النعيمي
- جامع المصطفى
- حسينية الزوية
- حسينية الرسول الأعظم
- حسينية آل مباركة
- حسينية الإمام علي
- حسينية البو جمعة
- حسينية البو شجاع
- حسينية الحاج عبد الرسول علي
- حسينية الحاجة سعدة

### الكنائس
تحتوي الكرادة الشرقية على مجموعة من الكنائس القديمة والحديثة ومنها:
- كنيسة سيدة النجاة للسريان الكاثوليك
- كنيسة مار يوسف للكلدان
- كنيسة سيدة الزهور للأرمن الكاثوليك
- كنيسة الروم الكاثوليك
- كنيسة القديس رافائيل للاتين
- كنيسة الفلب الأقدس للأرمن الكاثوليك
- كنيسة مريم العذراء سلطانة الوردية للكلدان
- كنيسة القديسة حنة للكلدان
- الكنيسة الإنجيلية الأرمنية
- كنيسة سيدة النجاة للسريان الكاثوليك
- كنيسة مار يوسف للكلدان
- كنيسة سيدة الزهور للارمن الكاثوليك
- كنيسة الروم الكاثوليك
- كنيسة القديس رافائيل للاتين
- كنيسة القلب الأقدس للأرمن الكاثوليك
- كنيسة مريم العذراء سلطانة الوردية للكلدان
- كنيسة القديسة حنه للكلدان
- الكنيسة الإنجيلية الأرمنية
- كنيسة القلب الأقدس للكلدان
- كنيسة القديس يوسف للاتين
- كنيسة الرسولين بطرس وبولس للسريان الأرثوذكس
- كنيسة الاتحاد الإنجيلية الوطنية
- كنيسة مار عوديشو المشرق الآشورية
- الكنيسة الإنجيلية المعمدانية
- كنيسة الحياة الجديدة
- كنيسة القديس كرابيت للأرمن الأرثوذكس
- كنيسة مريم العذراء للكنيسة الشرقية القديمة
- كنيسة مار جرجس للروم الأرثوذكس

- مستشفى العلوية التعليمي
- مستشفى العلوية للولادة
- مستشفى ابن الهيثم للعيون
- مستشفى ابن النفيس
- مستشفى الامل الوطني لعلاج الاورام
- مستشفى الشيخ زايد
- مستشفى الخضراء الاهلي
- مستشفى جنين الاهلي
- مستشفى البشارة الأهلي
- مستشفى عبد المجيد حسين الاهلي
- مستشفى بغداد الأهلي
- مستشفى الجادرية الاهلي
- مستشفى الحياة لراهبات القديسة كاترينا
- مستشفى الراهبات الأهلي

## شوارع الكرادة

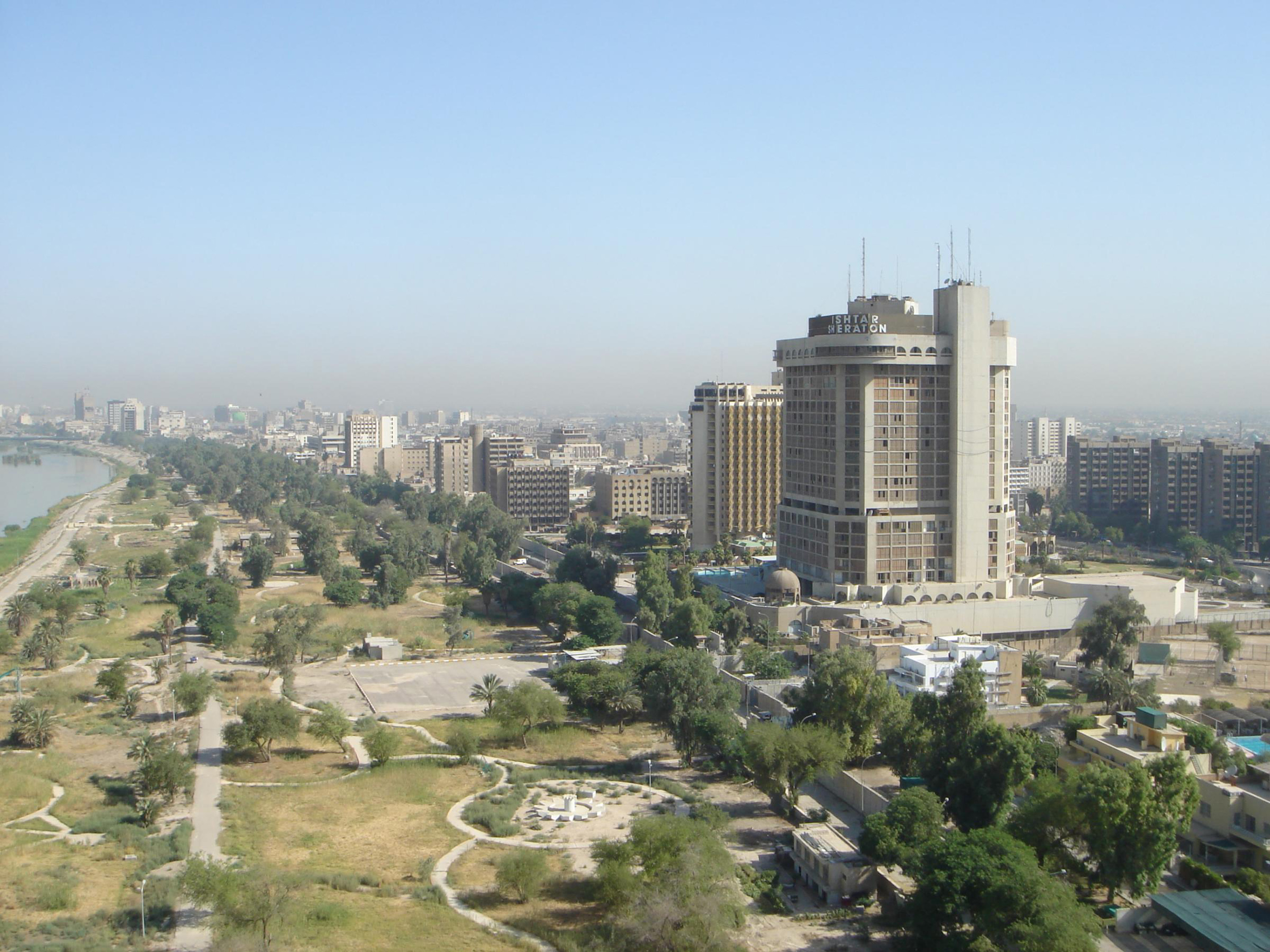
شارع أبو نؤاس على ضفاف نهر دجلة، حيث توجد بعض الفنادق الرئيسية.

كانت شوارع الكرادة الشرقية الرئيسية هي شارع الكرادة خارج، وكان شارع ذو ممر واحد (من جهة اليمين) مبلط لغاية ساحة الحرية فقط، يسير فيه باص المصلحة الإنكليزي الأحمر رقم 13 (باب الشرقي - الكرادة خارج) وباصات النفرات (وهي باصات الخشب، التي تحمل 10 نفرات 1+6+3).وشارع الكرادة داخل، وكان ينتهي عند تقاطع فندق بابل (وكان به جزرة وسطية مزروعة) ويمر فيه باص المصلحة رقم 12 (باب الشرقي - الكرادة داخل)، أما شارع المسبح فكان شارعاً ذا ممرين تتوسطهما جزرة وسطية تزينها اشجار القهوة وطرفيها بنبات الآس، ويمر فيها باص المصلحة رقم 11 (باب الشرقي - المسبح )ينتهي عند الساحة الصغيرة مجاور السفارة البولونية، شارع عرصات الهندية وكان يمر فيه خط باصات الخشب (النفرات) ثم الفورتات ( ذات اللون الأخضر الفاتح الباهت).
وكانت الباصات جميعها تنطلق من الباب الشرقي من مدخل شارع الرشيد مجاور محل تسجيلات الجقمقجي، وكان بإمكان الراكب الذي يريد النزول في الاربعة مناطق الاخيرة (ان يضغط على الجرس ويتوقف السائق كي ينزل الراكب (وتسمى هذه الحالة بالنزول الأختياري )، وشارع أبو نؤاس، وكان يبدأ من جسر الجمهورية وينتهي عند شارع حمام حجي مهدي، وذلك لأنه كان يضيق في هذه المنطقة وتستطيع السيارات المرور، بل يمكن للمشاة فقط اجتيازه من هذا المكان، لأن نهر دجلة كان مساره ينحت بالتربة في هذا المكان. وكذلك الشوارع ذات الأرقام 42-52-62-72، وكانت شوارع منطقة حي الوحدة وكانت تحتوي جزرات وسطية جميلة المزروعات والتنسيق، ويمر في شارع 52 (باص المصلحة رقم 52). وكان يوجد متنزه الوحدة الذي يبدأ من سوق الكويتي ( مقابل المتوسطة الشرقية) ولغاية (مبنى السفارة الاميركية سابقا حتى عام 1967 حيث قُطعت العلاقات بسبب حرب حزيران 1967) ثم حل محلها قيادة القوة الجوية والدفاع الجوي، والآن يتم إنشاء مستشفى تتسع لحوالي 400 سرير ( ويعتبر خطأ من الناحية التخطيطية للمنطقة في اختيار هذا المكان لأنشاء مستشفى، وذلك لعدم وجود أي طاقة استيعابية للمراجعين ولسياراتهم لأن المكان هو تقاطع أربعة شوارع). ثم من شوارع الكرادة شارع معسكر الرشيد الزعفرانية، الذي كان شارعاً ذا ممر واحد.
- شارع أبو نؤاس وهو الشارع المطل على نهر دجلة بموازاة شارع السعدون وشارع الكرادة داخل، من الجانب الغربي لمدينة بغداد ويبدأ من جسر الجمهورية مرورا بجسر المعلق (جسر 14 تموز) ولغاية جسر الجادرية، وهو مواجه لمنطقة كرادة مريم الواقعة في المنطقة الخضراء حالياً والتي تقع إلى الضفة الأخرى من دجلة والتي يوجد فيها القصر الجمهوري (القصر الملكي سابقا). ويوجد فيه فنادق (السفير، بغداد وبابل)، يشتهر الشارع بكثرة مطاعم السمك المسكوف سابقاً، اما الآن فبقي منها حوالي ثلاثة مطاعم فقط، ويمتاز هذا الشارع بكثرة المقاهي و(البارات سابقا)، أما النوادي الليلية فكانت موجودة وبشكل واضح في فترة عقود الستينات والسبعينات والثمانينيات من القرن الماضي وقد تغنى الكثير من الشعراء والمطربين بمجد هذا الشارع الكبير والذي كان يعتبر من أهم رموز الترف والحياة الرغيدة في بغداد انذاك، وبعد عقد التسعينات وحرب الخليج أفل نجم هذا الشارع وبشكل واضح حتى سقوط بغداد بعد عام 2003 حينما أغلق بالحواجز الكونكريتية عند واجهة فندقي فلسطين والشيراتون وعند مدخل فندق بغداد والذي أستؤجر من قبل القوات الاميركية حيث كان فندق بغداد (مقر للمخابرات المركزية الاميركية) فقد تم إعادة افتتاح هذا الشارع بعد إعادة تبليطه بالاسفلت، وصيانة وزرع المتنزه الواقع على ساحل النهر، واقامة ساحة لعب لكرة القدم (لأبناء الكرادة) وتوجد فيه بعض السيطرات العسكرية (كشوارع بغداد الأخرى) وما زالت الحواجز الكونكريتية تؤثر على حركة السير في هذا الشارع (أمام وزارة الاتصالات).
- شارع 52 : وهو أحد الشوارع التابعة لمنطقة الكرادة ويمتد مابين ساحة الواثق شمالا إلى ساحة التحريات جنوبا ً وتسمى المنطقة المحاطة به (حي الوحدة) ويُطلق عليها حي 52، وذلك بسبب مرور (باص المصلحة رقم 52 في سنوات السبعينات) في هذا الشارع، ويتفرع من ساحة الواثق أيضا كل من شارع 42 وشارع 62 ( وقد سميت بهذه الأسماء، لكونها تقع قبل وبعد شارع 52، وسُمي شارع الصناعة ب 72 للسبب نفسه) وتكون شوارع 42 و52 و62، شكل هندسي على شكل (كف اليد) تنبع من ساحة الواثق وتتجه إلى ساحة التحريات وساحة عبد القادر الجزائري، أما شارع 72 فتوجد فيه الجامعة التكنلوجية ومحلات بيع وصيانة أجهزة الحاسبات وملحقاتها وكان يقطن هذه المنطقة في بداية الثلاثينيات من القرن الماضي عوائل عراقية أغلبهم من المسيحيين الارمن واليهود، انشأت وسط الشوارع جزة وسطية مزروعة بالاشجار الخضراء والحدائق البهية وتم تخطيط المنازل في عام 1931 بمساحة تتراوح بين 1000 متر مربع إلى 2500 متر مربع للبيت الواحد وتعد المنطقة الممتدة من مطعم فنجان في شارع 42 وشارع 52 إلى ساحة الواثق والتي سميت في منتصف السبعينات (Royal neighborhood) أي الحي الملكي وذلك لكثرة انتشار البيوت الفخمة فيها ووجود العوائل والشركات الاجنبية أو العوائل العراقية من التجار والصناعيين (مسلمين ومسيحيين) وتوجد في المنطقة بعض الكنائس، وكان من سكنة حي الصناعة (التابع لبلدية الكرادة) المطرب هيثم يوسف والمطرب رائد جورج، بينما سكنت المطربة العراقية القديمة سيتا هاكوبيان في (نهاية عرصات الهندية في شقة سكنية مقابل جامع الخضيري)، أما منزل نائب الرئيس العراقي الاسبق طارق عزيز فيقع أسفل جسر الطابقين على الساحل الجنوبي للكرادة الشرقية، وقد سكنه عبد العزيز الحكيم، وسكنه بعد وفاته ابنه عمار الحكيم، ويسكن الرئيس العراقي جلال الطالباني في بيت برزان التكريتي (أخو صدام)، حيث قال في لقاء تلفازي (انه يدفع بدل الإيجار لعائلة برزان)، لقد اشارت منظمة من المنظمات العقارات البريطانية السنوية والمعروفية باليوناركونترات سجلت هذه المنظمة في تقريرها الفصلي لعام 1989 انه سعر المتر المربع العقاري في هذه المنطقة هو 1000 $ وكان يعد هذا الرقم هو اغلى مساحة عقار في الشرق الأوسط وقتها، أما الآن فإن سعر المتر الواحد للعقارات الواقعة على الشارع العام في الجادرية 6500 $ والعقارات الواقعة بين ساحة الحرية وتقاطع المسبح 5500 $/متر.

ومن المطاعم والمقاهي المعروفة فيها: مطعم صاج الريف ومطعم توست ومطعم كرسبي ومؤخرا افتتاح مطعم ستي شيف، جميعها يقع في شارع 62 ويحتوي هذا الشارع أيضا على مقاهي متعددة منها الستي كافيه ومقهى الأوائل ومقهى ليايل السلطان الواقع في شارع سلمان فائق وفيه عدد من المدارس النموذجية المتميزة مثل مدرسة المكاسب والهدف والإعدادية النظامية، أيضا ثانوية دجلة للبنات وهي من أهم وأعرق الثانويات النموذجية في بغداد، أما بالنسبة للمطاعم الأخرى فيوجد مطعم فنجان في شارع 42 وهو من أحد المطاعم ذات الطابع المخملي الراقي والتي اقتضب تصاميمه وطريقة تعامله مع الزبائن بطريقة مشابه لمطاعم السوليتير والشانزيه ليزيه في باريس ولكنه يبدو أن هذا الطابع قد اضمحل وتلاشى بعد بضع سنوات من سقوط بغداد وذلك لرحيل أغلب موظفيه وادارته وسفرهم إلى خارج القطر والذين كانوا أغلبهم من جنسيات اجنبية، أيضا هناك مطعم الأوائل ومطعم الخيمة والواقعات في ساحة التحريات. والمار في شوارع هذه المنطقة سيشاهد المنازل الضخمة ذات واجهات السيراميك والرخام وتحتوي في أغلبها على حدائق كبيرة ذات حمامات سباحة خارجية وكذلك مضاهر الغنى والترف واضحة الظهور في بيوت ساكنيها وقد اشارت الإحصائيات إلى انه أكثر من 97% من ساكني هذه المنطقة قد هاجروا إلى خارج العراق بعد عام 2003 نتيجة انتشار عمليات اختطاف واسعة النطاق قامت بها العصابات المسلحة والمليشيات حيث أفادت هيئة الإذاعة البريطانية في تقريرها لشهر نوفمبر 2006 عن العراق ان هنالك أكثر من 72 عملية خطف قد وقعت في شارع 52 وما حوله منذ الإطاحة بنظام صدام حسين والأغلبية الساحقة من الضحايا هم لمواطنين اغنياء مسيحيين.(ويعد هذا الرقم هو أعلى رقم يسجل عمليات اختطاف في أي منطقة من مناطق العالم). أما الآن فأن أغلبية ساكنيها هم من حراس المباني والشركات الأجنبية التي استأجرها أصحابها بعد مغادرتهم للبلد. وقامت بلدية الكرادة بإعادة إكساء شوارع المنطقة بالإسفلت، وتم رفع الصبات الكونكريتية منه.
- شارع الكرادة داخل: وكان في السابق يدعى بشارع المهدي، وهو موازٍ لشارع أبي نؤاس تقريباً، على جانبيه الكثير من الأسواق والمحال التجارية، ففي مدخله توجد محال بيع الملابس الرجالية، ثم محال بيع الخضار وبيع السمك المسكوف وبيع المشاوي واللحوم في منطقة أرحيته، ثم محال رسم وبيع اللوحات الفنية مقابل شارع أسود، ثم محال بيع الملابس والذهب على جواري شارع العطار وما بعده ولغاية شارع السدة (أورزدي باك سابقا) ويوجد كذلك بعض الأسماء المعروفة منها (جبار أبو الشربت وفالح أبو العنبة)، وكان الشارع في اهميته بعد شارع العرصات الهندية قبل سقوط نظام الحكم في بغداد) أما الآن فأحتل المرتبة الأولى في الكرادة، ومن أشهر مجمعات الملابس فيه (مجمع الليث ومجمع الكرادة التجاري ومجمع علاء الدين) ويمتد من مدخل الكرادة في ساحة كهرمانة وينتهي في الجادرية، وتتفرع من جانبيه الأزقة التي تشكل شبكة طرقات فرعية تقسم الحي بشكل منظم، وعلى جوانبها تصطف المنازل والبنايات. وكان يسكن الشارع في السابق أهل الكرادة الاصليين، وبدأ أول نزوح لبعض العوائل الكرادية في الثمانينات إلى بغداد الجديدة والأمين والمشتل، وبعد عام 2008 وبسبب هجرة الكثير من عوائل الكرادة إلى خارج العراق وبيع عقاراتهم فيها، فقد أتى إلى المنطقة الكثير من سكنة مناطق جانبي قناة الجيش وسكنوا فيها، وخاصة بعد أن قام بعض تجار الأراضي بشراء الدور الكبيرة وتقطيعها إلى قطع صغيرة تتراوح بين 50-100-150 مترا.

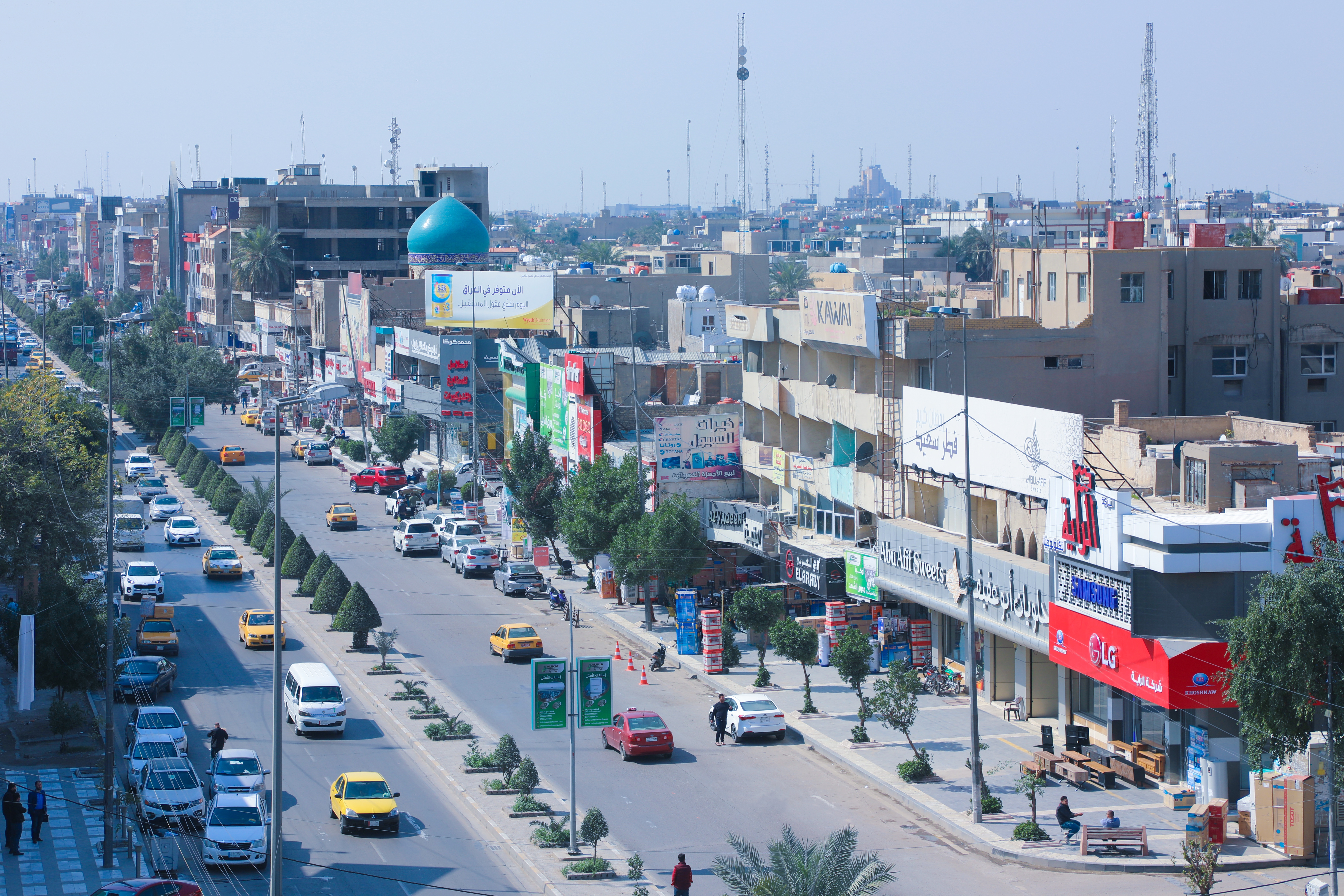

- شارع الكرادة خارج :اسمه بشارع خالد بن الوليد وهو يمتد من تقاطع المسبح (السفارة الألمانية) وحتى جامعة بغداد، حيث يتصل مباشرة بجسر الجادرية الكبير الذي يربط بين كرخ بغداد ورصافتها ويمر أمام جامعة بغداد، وهو موازي كذلك لشوارع (الكرادة داخل ابي نؤاس شمالا، وعرصات الهندية وشارع السدة جنوبا)، ويعد هذا الشارع من أطول الشوارع التجارية في العالم، وعلى جانبيه الكثير من المحال التجارية والابنية الحكومية المهمة، وتقطعه عدد من التقاطعات ويتصل كذلك بجسر الحسنين (جسر صدام ذو الطابقين سابقا).
- شارع عرصات الهندية: كان الشارع أشهر شوارع بغداد قاطبة، حيث الازقة المتفرعة منه من ارقى احياء بغداد، إضافة إلى ان فيه الكثير من المحال التجارية المتخصصة في بيع الالبسة العالمية الفاخرة، كان هذا الشارع ملتقى لكثير من العوائل البغدادية للاحتوائه على عدد من المطاعم الفاخرة التي اختفت تماما بعد نيسان 2003، من أشهر المطاعم الموجودة فيه حاليا : مطعم اللاذقية، مطعم الشرفة الزرقاء (محل ملابس سابقا)، مطعم البيت الصغير (ميني هوم)، مطعم الزاوية ومطعم نبيل والذي اغلق بعد التفجير الدامي في نهاية عام 2003 ومطعم بابيش (اغلق بعد عام 2004). في يومنا هذا أصبح شارع العرصات شارع مهجور بشكل تام تقريبا بغض النظر عن إعادة افتتاح بعض المطاعم والمحلات فيه، ولكن من اللافت للنظر وفي الفترة الأخيرة انتشرت ظاهرة افتتاح الملاهي الليلية في هذا الشارع وبشكل واضح نسبيا كما هو الحال في مطعم الزاوية وقمر الزمان.
- شارع السدة: ويمتد من مصنع الزيوت النباتية، مجاور (معسكر الرشيد سابقا) إلى نهاية الكرادة أي الجادرية، وهو موازي لنهر دجلة من الجانب الآخر، وعلى طوله تتفرع الازقة التي تضم بيوتاً فاخرة والتي كان يسكنها (مسلمون ومسيحيون ويهود) وسكنها مسؤولون في النظام السابق واليوم يسكنها العديد من المسؤوليين في حكومة بغداد الحالية.ويقع في نادي الزوارق والقصور السكنية الرئاسية سابقا (قبل تدميرها بالقصف 2003).
- الزوية: وتبدأ من الجسر المعلق ولغاية جامعة بغداد (من جهة الكرادة داخل)، وهي جزء من منطقة الجادرية.

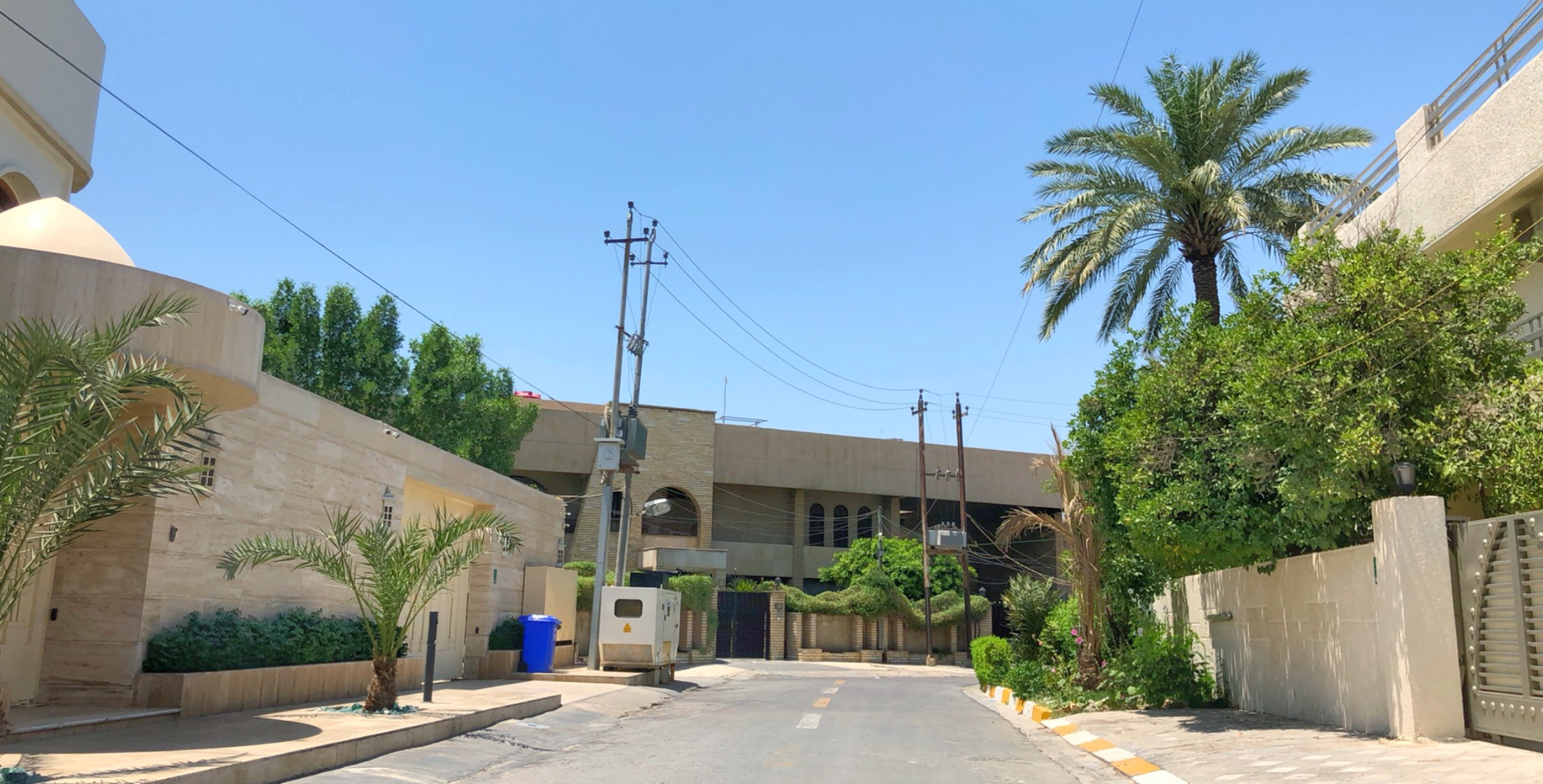

- الجادرية: يعود تسميتها بالجادرية، بسبب نصب الجوادر والصرايف في الصيف، حيث كان الناس يأتون للسباحة صيفا. وتحتل الجادرية الجزء الغربي من ناحية الكرادة الشرقية وتحديدا (المنطقة الممتدة بين شارع حمام الحاج مهدي -شارع الأورزدي- شارع جامع الخضيري) ولغاية جامعة بغداد (ضمناً) وهي منطقة معرضة للفيضان في الربيع من كل عام (وتفيض بمعدل كل 10 أو عشرون سنة)، ولذلك تم تحويطها بسدّة ترابية لاتزال قائمة لغاية يومنا هذا من العام 2014 (شارع الاورزدي-شارع جامع الخضيري-عرصات الهندية)، كي يحمي بقية مناطق الكرادة من الغرق.

وتقع الجادرية بين جسري (المعلق والطابقين)، وتمتد لغاية نهر دجلة من جهة جامعة بغداد، وتعد أرقى وأغلى أحياء بغداد على الإطلاق، وهي المنطقة المحببة لسكن الوزراء ومسؤولي الدولة الكبار، تكثر فيها اشجار النخيل والحمضيات، يشاهد المار فيه أكبر قصور بغداد، وتسكنه أكثر العوائل تمكناً، وتقع فيها مجمع جامعة بغداد، والذي يضم عدة كليات منها الهندسة والعلوم واللغة العربية والتربية، والعلوم السياسية والتربية-بنات والتربية الرياضية وغيرها. كما تحتوي الجادرية عدداً من المرافق المهمة في بغداد منها فندق بابل ونادي الجادرية الفروسية، ويربطها بجانب الكرخ ثلاثة جسور وهي (جسر المعلق (14 تموز) الذي يربط الجادرية بكرادة مريم وجسر الجادرية الذي يربط الجادرية بنمطقة السيدية والبياع والقادسية وجسر الطابقين الذي يربط الجادرية بمنطقة الدورة)، ومن أهم ما يميز الجادرية عن باقي مناطق بغداد والعراق والعالم ان نهر دجلة يحظنها ويمر بمحذاتها من ثلاثة جهات مما يجعلها شبه جزيرة، والذي بدوره جعل مناخها باردا وارضها خصبة لذا تكثر فيها البساتين ومفصولة عن باقي المناطق.
ومن أهم الشوارع الفرعية التي تربط (الكرادة داخل بالكرادة خارج) هي شارع العطار نسبة لعائلة العطار التي سكنت في هذا الشارع، وكذلك شارع أصفر وشارع سبع قصور وشارع النقيب وشارع اسود.

## دور السينما الموجودة في الكرادة
- سينما النصر.
- سينما أطلس.
- سينما السندباد.
- سينما سمير أميس.
- سينما بابل.

## أعلامها
- داود سلوم

## الهوامش
- «1»:في شمال شرق بغداد منطقة اسمها أيضاً سبع قصور أُنشئت بعد سبع قصور التي في الكرادة.